# Rosenscheldiella tropaeoli
Rosenscheldiella tropaeoli är en svampart som beskrevs av Arx 1954. Rosenscheldiella tropaeoli ingår i släktet Rosenscheldiella och familjen Venturiaceae.   Inga underarter finns listade i Catalogue of Life.